# Bataille de Sainte-Barbe
Chouannerie
La bataille de Sainte-Barbe se déroula pendant la Chouannerie, lors de l'expédition de Quiberon.

## La bataille
Les Chouans, mis en déroute à la bataille de Carnac, s'étaient repliés sur la presqu'île de Quiberon. Puisaye cependant, ne voulut pas en rester là, il parvint à convaincre d'Hervilly de lancer une contre-attaque pour reprendre Sainte-Barbe. Le 8 juillet, à deux heures du matin, 600 Chouans de Tinténiac et Cadoudal, épaulés par 2 000 émigrés passèrent à l'attaque. Les premiers s'emparèrent des avant-postes. Les républicains de Humbert, d'abord surpris, répliquèrent avec l'artillerie, les transfuges républicains du Royal Louis prirent alors la fuite et jetèrent la confusion dans leurs rangs. D'Hervilly ordonna alors à ses troupes de faire retraite, Puisaye dut faire de même. Peu d'hommes avaient été tués lors de l'affrontement mais Sainte-Barbe était définitivement aux mains des Républicains. Le général Louis Lemoine se chargea de l'occuper avec les 5 000 hommes de la division de Rennes. Les forces républicaines étaient alors, selon le représentant Guezno, de 15 000  à   16 000 hommes.
| « L'ennemi connaissant la difficulté de ma position, a tenté aujourd'hui, à deux heures du matin, de faire une sortie afin de nous chasser de la gorge de la presqu'île ; il a trouvé devant lui trois brigades d'avant-garde et les réserves qui l'ont forcé de rebrousser vivement et d'aller se renfermer dans le fort Penthièvre. Tous les postes de la côte sont occupés par nos troupes ; l'armée tient bloqué l'ennemi qui manque de vivres. L'intérieur est assez bien gardé pour qu'il n'arrive aucun événement facheux. J'espère avoir à vous annoncer, sous peu de jours, la totale évacuation ou destruction de l'armée anglo-émigrée-chouanne. Le représentant Brue a été témoin des manœuvres de l'armée. » — Lazare Hoche, rapport au Comité de salut public, le 7 juillet 1795 à Sainte-Barbe. |

| « Ce matin, à deux heures, l'ennemi est venu nous attaquer ; il a été, comme de raison, bientôt repoussé. Les brigands sont dans Quiberon ; il paraît, d'après les rapports, que les Chouans réunis à eux forment un total de quinze à dix-huit mille hommes : dans ce nombre, il peut y avoir cinq à six mille émigrés. [...] Aujourd'hui l'ennemi était si pressé de se retirer, qu'il lui a encore été pris un caisson chargé de munitions, aux armes du roi Georges, et quelques chevaux. Le général en chef met la plus grande activité et la plus grande bravoure. C'est lui-même qui va reconnaître son terrain, sous le feu de l'ennemi, et en avant de tous les tirailleurs. Les chaloupes canonnières de l'ennemi n'ont pas cessé, ce matin, de tirer à terre pendant l'affaire ; mais jusqu'à présent, je n'ai pas appris que cette canonnade nous ait été funeste. Il y a quatre jours que les émigrés sont à Quiberon. Nous n'avons pas connaissance de ce qui s'y passe, mais nous voyons une grande agitation dans la flotte anglaise. Tous les bâtiments sont presque toujours à la voile où prêts à s'y mettre. On dit que les émigrés ont fait rembarquer, il y a deux jours, leurs femmes et leurs enfants. Beaucoup de personnes pensent qu'ils ne tarderont pas d'en faire autant, malgré les exhortations et la présence de l'évêque de Dol, du curé de Saint-Malo, et de plusieurs autres calotins. Nos canons, et surtout nos obusiers, ont ce matin fait merveille, et déconcertent furieusement nos chevaliers français et leurs écuyers. » — Brue, lettre aux représentants Topsent et Guermeur, le 7 juillet 1795 à Plouharnel. |